# Conotrachelus ubacahy
Conotrachelus ubacahy – gatunek chrząszcza z rodziny ryjkowcowatych.

## Zasięg występowania
Ameryka Południowa, występuje w Argentynie.

## Budowa ciała
Ciało wydłużone. Przednia krawędź pokryw znacznie szersza od przedplecza, silnie pofalowana; boczne krawędzie zbiegają się w kształt litery "V". Na ich powierzchni wyraźne podłużne żeberkowanie oraz punktowanie. Przedplecze szerokie, okrągławe w zarysie w tylnej części, z przodu znacznie zwężone, gęsto i grubo punktowane na całej powierzchni. Ciało pokryte rzadką, długą jasną szczecinką.
Ubarwienie ciała jasnobrązowe z ciemniejszą plamą w tylnej części pokryw. Przedplecze czarne.